# Марвила (Бакау)
Марвила (рум. Marvila) насеље је у Румунији у округу Бакау у општини Корбаска. Oпштина се налази на надморској висини од 190 m.

## Становништво
Према подацима из 2002. године у насељу је живело 624 становника, од којих су сви румунске националности.